# Elektrisk togsæt
En Electric Multiple Unit eller EMU, på dansk et elektrisk togsæt, er et sammensat tog, der består af flere, ofte ens vogne, der kører på elektricitet. De vogne, der udgør et helt EMU-sæt, kan normalt opdeles på fire typer: Strømaftagervogne, motorvogne, styrevogne og mellemvogne. Hver vogn kan have flere funktioner, således kan man godt støde på en motor-styrevogn eller en strømaftager-styrevogn. En strømaftagervogn har det nødvendige udstyr til at trække strømmen fra køreledningerne eller en tredjeskinne. Desuden er det ofte den vogn, der har transformatoren. En motorvogn har selve den motor, der driver toget frem. En styrevogn er magen til en styrevogn på et ikke-EMU-tog, altså med en kabine til lokomotivføreren, dog uden motor. En EMU består af to styrevogne med en i hver ende af toget. En mellemvogn er en vogn, der ikke har anden funktion end at kunne transportere passagerer. Disse svarer til de lokomotivtrukne togs passagervogne.
De to mest berømte EMU'er i verden er Shinkansen-togene i Japan og ICE 3-togene i Tyskland. Næsten alle, hvis ikke alle, nærbanetogene i verden, såsom Københavns S-tog består af EMU-tog.

## Pendlerbaner
EMU'er er populære på nærbaner, hvor der er mange pendlere, og i undergrundsbaner over hele verden pga. deres hurtige acceleration og forureningsfrie og støjfrie kørsel. Netop på grund af de lave støjgener kan togene køre længere ud på aftenen, og køre oftere, end DEMU- DMU og lokomotivtrukne tog. Desuden er det nemmere at lave EMU-tog til undergrundsbaner, da man ikke skal lave plads under loftet til ventilation af udstødningsgasser.